# Peter Hurkos
Peter Hurkos   (Dordrecht, 21 de maig de 1911 - 1 de juny de 1988) Pieter van der Hurk, fou un ciutadà neerlandès que va assegurar haver desenvolupat facultats de percepció extrasensorial (PES) després de patir una lesió cranial i un període de coma, conseqüència d'una caiguda accidental des d'una escala als 30 anys. L'any 1956 es traslladà als Estats Units amb la intenció de participar en experiments relacionats amb fenòmens psíquics, i posteriorment es dedicà professionalment a l'activitat de mèdium, col·laborant en la recerca de pistes en casos criminals com els assassinats perpetrats per la família Manson i el cas de l'estrangulador de Boston. Amb el suport de l'empresari Henry Belk i el parapsicòleg Andrija Puharich, Hurkos es consolidà com a una figura popular, guanyant notorietat per les suposades proeses psíquiques que realitzava tant davant de públic en directe com en programes de televisió.

## Proves i anàlisi
L'any 1960, Hurkos aparegué i va presentar en un episodi de la sèrie televisiva i presentar en un episodi de la sèrie televisiva One Step Beyond, on afirmà, després d'haver impartit una conferència a Massachusetts Institute of Technology davant un auditori de cientifics, que estaria disposat a participar en qualsevol mena d'experiment científic, fos quina fos la condició. Tanmateix,l'escriptor i il·lusionista James Randi va sostenir que Hurkos es va negar a ser sotmès a proves per la de la comunitat cientifica, amb l'única excepció d'una sessió d'avaluació dirigida pel parapsicòleg Charles Tart de la Universitat de Califòrnia, Davis. Les proves del Dr. Tart van donar negatiu. Randi va dir: «Si Tart no pot trobar aquests poders, segur que no hi són!».
El parapsicolèg Andrija Puharich, profundament sorprès per les històries que circulaven sobre Hurkos, el convidà als Estats Units l'any 1956 amb l'objectiu d'investigar les seves presumptes capacitats psíquiques. Hurkos va ser sotmès a estudis al laboratori de recerca mèdica de Puharich a Glen Cove, Maine, on el Dr. Puharich considerava que es trobaven establertes condicions controlades per la seva investigació. Els resultats van convèncer Puharich que Hurkos tenia autèntiques habilitats psíquiques.  No obstant això, els experiments no van ser replicats per altres científics, i Puharich va ser qualificat d'un "investigar incrèdul" en diverses ocasions. Raymond Buckland va escriure que "amb l'excepció del Dr. Andrija Puharich, cap investigador psíquic reconegut ha quedat impressionat amb les actuacions de Hurkos".
Durant la seva primera etapa com a animador psíquic, Hurkos afirmava utilitzar els seus poders psíquics per descobrir detalls de la vida privada dels membres del públic que, si no fos per les seves habilitats, no hauria pogut conèixer. No obstant això, el psicòleg Ronald Schwartz va escriure a la revista Skeptical Inquirer que Hurkos feia servir tècniques de lectura en fred, i va publicar una transcripció d'una d'aquestes sessions en el número de tardor.
Hurkos: Veig una operació.
Persona: [sense resposta] .
Hurkos: Fa molt de temps.
Persona: No. Hem tingut sort.
Hurkos: [una mica enfadat] Pensa-hi! Quan eres una nena petita. Veig pares preocupats, i un metge, i corrent d'un costat a l'altre.
Persona: [sense resposta]
Hurkos: [amb confiança] Fa molt de temps.
Persona: [cedint] No ho puc recordar del cert. Potser tens raó. No n'estic segur.
James Randi va analitzar aquesta i altres transcripcions de les actuacions de Hurkos i va arribar a la conclusió que havia identificat diverses tècniques estàndard de lectura en fred utilitzades durant les seves sessions. Per exemple, Hurkos podria haver començat la seva lectura amb un detall que semblava personal, però que en realitat era força comú, la cirurgia. Hurkos no va concretar que el subjecte s'hi hagués a una intervenció quirúrgica específica; es limitava a esmentar el concepte de cirurgia, deixant oberta la possibilitat que és tractes de qualsevol procediment recent amb significat personal per al subjecte Segons Randi, si aquest enfocament inicial no tenia èxit, Hurkos solia matisar l'afirmació afegint-hi l'expressió "fa molt de temps". En aquest moment, qualsevol intervenció quirúrgica que hagués afectat algun membre de la família o conegut del subjecte podria semblar una revelació psiciquica, atès que les operacions sovint es perceben com qüestions privades i poc comentades públicament. Randi també va assenyalar que el to de veu de Hurkos tenia un paper rellevant: es presentava amb una actitud segura i autoritària, adoptant un to que transmetia saviesa, alhora que sovint qualificava el subjecte d'obstinat, creant així una dinàmica en què qualsevol resistència podia ser interpretada com una manca d'obertura mental.
Altres tècniques habituals emprades per Hurkos incloïen endevinar el nombre de membres en una família-- una tasca relativament senzilla si es tria una xifra habitual i es permet ajustar-la, afegint visitants freqüents o excloent familiars que s'hagin traslladat lluny, segons convingui per fer coincidir l'afirmació amb el perfil del subjecte. També incorporava paraules ambigus o aparentment sense sentit en les seves intervencions, que el subjecte podia interpretar lliurement segons les seves pròpies experiències. A més, solia fer conjectures sobre la rellevància de noms comuns, els quals podia adaptar o permutar segons calgués per aconseguir una aparent correspondència amb la realitat del subjecte. (Ell utilitzava amb freqüència noms molt comuns, com ara "Ann", que podien generar una resposta positiva en qualsevol persona que, al llarg de la seva vida, hagués tingut un familiar, amiga, professora, cap o companya de feina amb el nom d'Ann, Anna, Anastàsia o alguna variant similar.)

## Afirmacions refutades
Hurkos i els seus seguidors afirmaven que posseïa grans habilitats com a detectiu psíquic, destacant la seva suposada capacitat per aportar informació rellevant en investigacions criminals mitjançant facultats extrasensorials. L'any 1964, el fiscal general de Massachusetts, Edward W. Brooke, va declarar que Hurkos havia estat «increïblement a prop» de descriure la identitat del sospitós en el cas l'estrangulador de Boston. L'any 1969, Hurkos va afirmar haver contribuït amb èxit a la resolució de 27 casos d'assassinats en 17 països diferents. No obstant això, en diversos d'aquests casos, els agents de policia responsables de les investigacions van manifestar que Hurkos no havia proporcionat cap informació que no es pogués extreure fàcilment dels mitjans de comunicació, i fins i tot, en alguns casos, van afirmar que no havia tingut cap mena de participació en les investigacions. En resposta a l'afirmació de Hurkos segons  la qual havien localitzat la "Pedra de Scone" robada, el ministre de l'Interior britànic, ⁣Chuter Ede,⁣ va declarar:
| «            | El senyor en qüestió, les activitats del qual han estat difoses públicament (malgrat no per part de la policia) fou una de les persones autoritzadores a accedir a l'Abadia de Westminster amb l'objectiu d'examinar l'escenari del crim. La seva presència no fou sol·licitada per la policia, no ha rebut cap reemborsament per part del govern en concepte de despeses, i la seva intervenció no va produir cap resultat concret. | » |
| — Chuter Ede | |   |

Hurkos va fer afirmacions sorprenents que contradiuen la versió generalment acceptada dels fets, com ara la seva asseveració que Adolf Hitler no havia mort al final de la Segona Guerra Mundial, sinó que estava viu i residia a l'Argentina.
L'any 1964, Hurkos va ser jutjat per haver suplantat la identitat d'un agent federal; va ser declarat culpables i condemnat al pagament d'una multa de 1.000 dòlars. Hurkos es va fer passar per agent de policia amb l'objectiu d'obtenir informació que posteriorment podria presentar com a revelacions obtingudes mitjançant capacitats psíquiques .
En el cas de l'assassí John Norman Collins, Hurkos va oferir descripcions contradictòries, afirmant a vegades que l'autor era ros i en altres que tenia els cabells castanys, de manera que pogués atribuir-se l'encert fos quina fos la descripció final que coincidís amb la realitat. Hurkos va afirmar haver estat qui va identificar Charles Manson a la policia; tanmateix, Manson també va ser identificat de manera independent per la seva seguidora Susan Atkins, qui el va esmentar a una companya de cel·la mentre es trobava empresonada per un altre delicte. De fet, Hurkos havia estat a la residència de la Tate per fer una "lectura", però les seves especulacions, incloent-hi descripcions com que els assassinats havien tingut lloc durant un ritual de màgia negra anomenat "gonna gonna", van resultar ser inexactes
El mag Milbourne Christopher, ⁣ en el seu llibre Mediums, Mystics and the Occult, va documentar diversos errors que Hurkos havia comès en les seves afirmacions i actuacions.
Els autors Arthur Lyons i Marcello Truzzi PhD, doctor en Filosofia i cofundadors de l'Associació Internacional de Visualització Remota, van qualificar els casos relacionats amb Hurkos com a "autèntiques absurditats" en la  seva obra del 1991 The Blue Sense: Psychic Detectives and Crime.

## Popularització
- Japó: El millor psíquic del món... Peter Hurkos, un especial de sis hores en dues parts a TV-TOKYO i NET-TV filmat al laboratori del Dr. Puharich a Dobson, Carolina del Nord, on Hurkos va ser provat específicament per a aquest especial, i també al Japó. Es va fer amic del productor de televisió infantil Seichi Nishino de l'estudi Knack, i es va convertir en la inspiració de Chargeman Ken .
- Va aparèixer tres vegades a The Tonight Show Starring Johnny Carson.[10]
- La seva història va ser explicada al programa de televisió Alcoa Presents: One Step Beyond com a "The Peter Hurkos Story: Parts 1 and 2".[5][6]
- Una història sobre els suposats poders psíquics de Hurkos titulada "L'home amb la ment de raigs X" apareix al llibre de Frank Edwards, Stranger Than Science (Citadel), de 1959
- El número 2 (gener de 1963) de Gold Keys Boris Karloff Thriller fa un perfil de Hurkos a "The Amazing Peter Hurkos".
- Hurkos és esmentat a la novel·la de Stephen King de 1979 The Dead Zone.
- Mirin Dajo
- Joan Eduard
- Hans l'intel·ligent
- Artur Ford
- Efecte Forer
- Uri Geller
- Lectura calenta
- Jomanda
- Char Margolis
- Jaume Pike
- Jaume Randi